# Верхнє Анчиково
Верхнє Анчи́ково (рос. Верхнее Анчиково, чув. Анчаккасси) — присілок у складі Козловського району Чувашії, Росія. Входить до складу Аттіковського сільського поселення.
Населення — 44 особи (2010; 44 у 2002).
Національний склад:
- чуваші — 100 %